# Trinil
Trinil es un yacimiento paleoantropológico en los depósitos fluviales del río Solo (provincia de Java Oriental, Indonesia), fue excavado por el médico y anatomista holandés Eugène Dubois a finales del siglo XIX.
En este lugar fueron encontrados la calota de Trinil 2 (más conocida como Pitecántropo I) y un fémur (Trinil 1), los dos fósiles tienen alrededor de 500.000 años de antigüedad. La morfología primitiva del cráneo y el aspecto moderno del fémur llevaron a Dubois en 1894 a nombrar una nueva especie humana fósil, Pithecantropus erectus (Hombre-mono erecto), el cual fue el primer registro de un hominino por fuera de Europa.